# 秦永敏
秦永敏（1953年8月11日—），中華人民共和國湖北武汉人，中国社会活动家，人权活动家，政治家，基督徒，异议人士，中国民主党的创建人之一，中国民间反对派领袖。
秦永敏是1970年代末期以来中国大陆“老牌的政治犯”之一。为了坚持自己的理念，为了行使言论、出版、结社，包括组党在内的基本人权，他历经传唤、监视居住、行政拘留、收容审查、劳动教养、刑事拘留、逮捕判刑、坐牢等一切“合法”的和一切非法的抓捕关押。他拒绝出国，从1970年到2012年，在43年间被抓捕、拘禁39次、蹲监23年，成为邓小平时代以来中国坐牢时间最长的政治犯之一。
营救秦永敏委员会由秦永敏两位徒弟潘露和薛明凯共同发起筹建，旨在呼吁中国政府无条件释放秦永敏，关注秦永敏夫人赵素丽女士人身自由，同时呼吁国际社会以及各国政府营救中国之子秦永敏先生。

## 简历
秦永敏原为武汉钢铁厂工人，1970年代末，在武汉主编民主刊物《钟声》，1980年开始参与建立中国民主党筹备小组。1981年秦永敏被捕，次年以“反革命宣传煽动罪”判处有期徒刑8年，1989年出狱。1993年11月14日在北京参与发起《和平宪章》运动，是1949年后的第一个民运纲领的起草人。提出平反六四事件和释放所有政治犯等要求。随后他被控扰乱社会治安罪判处劳动教养两年。
1997年秦永敏发表致江泽民的公开信，要求中共十五大进行政治体制改革，实现民主宪政。1998年在武汉创办《中国人权观察》通讯。同年公开发起成立中国民主党湖北省筹委会，并到湖北省民政厅申请注册，后又成立中国民主党湖北省党部。随后被警方逮捕，并以颠覆国家政权罪判刑12年，2010年11月刑满释放。
1999年，狱中的秦永敏被中国民主党人推选为四个联合主席之一，并和徐文立、王有才共获诺贝尔和平奖提名。湖北省监狱局副局长找到狱中和秦永敏谈出国问题，但其仍不答应当局的条件。
出狱之后，不到一年时间里，在恢复中国人权观察工作的基础上，秦永敏已经发出了两百多份人权新闻稿，发起了多次救助政治受难者运动（刘晓波、李旺阳等），为此多次被“传唤”，被行政拘留和非法拘禁，五次被抄家。尽管出狱后又多次受邀出国访问，但他说中国不民主化就绝不出国，将始终战斗在中国的人权活动第一线。秦永敏的遭遇已引起国际社会的关注，据报导，如何处理“秦永敏事件”已成为美台智库观察中国政改的动向标之一。秦永敏的部分文章汇编于独立中文笔会。
2012年6月初开始，被失踪月余。期间其友李旺阳身亡，引起民众质疑。
2013年12月8日，于武汉武昌区艳阳天酒楼举办婚礼，新娘赵素利，受到当局严密监控，其中有4人被抓后又释放，婚礼进行时场面一度发生混乱。之前被释放的宋宁生等4人在婚宴结束的返程中再次遭到当局的无辜抓捕。秦永敏发布消息称：“希望大家迅速扩散呼吁放人”。
2015年1月因“接受外媒采访及写文章过多”被行政拘留，关押在武汉第二看守所。其妻赵素利也随后被关押失踪至今。2016年6月，他被武汉市人民检察院以“涉嫌煽动颠覆国家政权罪”提起公诉，起诉书称，“秦永敏为实现其‘多元化的民主政治’，一方面撰写文章、出版书籍，提出了‘全民和解、人权至上、良性互动、和平转型’政治目标，确定基本方针、过程和战略考量、策略和方法，一方面组织策划实施了一系列旨在颠覆国家政权的活动。”
2018年7月11日上午，历时长达3年半的湖北武汉秦永敏案在武汉中级法院三号审判庭公开宣判。秦永敏被以颠覆国家政权罪判处有期徒刑13年，剥夺政治权利3年，未有交代详细案情和判决理由。秦永敏案拖延时间之长，令海内外舆论高度关注。
据秦永敏的徒弟潘露介绍，秦永敏在2013年12月份收其和另外一位年轻民运人士薛明凯为徒，为秦永敏目前仅存的两位徒弟。潘露指出，秦永敏先生是中国大陆一面旗帜，秦先生为了中国的未来和进步，贡献了一生，做为他的徒弟，理应继续扛起大旗，抱着誓死将牢底坐穿的心态将秦永敏的事业进行下去。
对于秦永敏被判刑，欧盟，大赦国际等均表示了谴责。法新社引述非政府组织“中国人权捍卫者”的消息称，秦永敏曾在2015年因非法集会罪被捕，当时他已经在狱中度过了22个年头，也参加过劳改。欧盟7月11日发表声明：「中国公民和政治权利状况恶化，不少中国人权捍卫者正被囚禁或定罪。」国际特赦组织中国研究员潘嘉伟：「刘霞才刚获释后一天，再有社运人士因为行使言论自由而被重判，这十分骇人。这提醒我们不应忘记仍有许多名气较小的社运人士，正面临严刑和侵犯。」

## 家庭
与前妻李金芳育有一女。现任妻子为赵素利。

## 著作
主要论著有：
- 《从当代中国民主运动重新认识梁启超》
- 《论权利本位观念的社会哲学》
- 《中国劳教制度内幕》